# Loefah
Loefah (uitgesproken: lowfah) is de artiestennaam van dubstepproducer P. Livingston uit Zuid-Londen. Loefah vertegenwoordigt de minimale, donkere kant van dubstep.
Loefah is een van de grondleggers van dubstep. Hij werkt vanuit een interesse voor drum and bass, dubreggae en hiphop. Met zijn jeugdvrienden Mala en Coki van Digital Mystikz zette hij de invloedrijke clubavond DMZ op. Loefah is oprichter van het label Swamp 81, dat platen uitbracht van onder andere Skream en The Bug. Loefah maakte een mix voor BBC Radio 1 en trad onder andere op in de Melkweg en het Burgerweeshuis. In 2012 richtte hij School Records op.